# St. Nicolai (Lippersdorf)

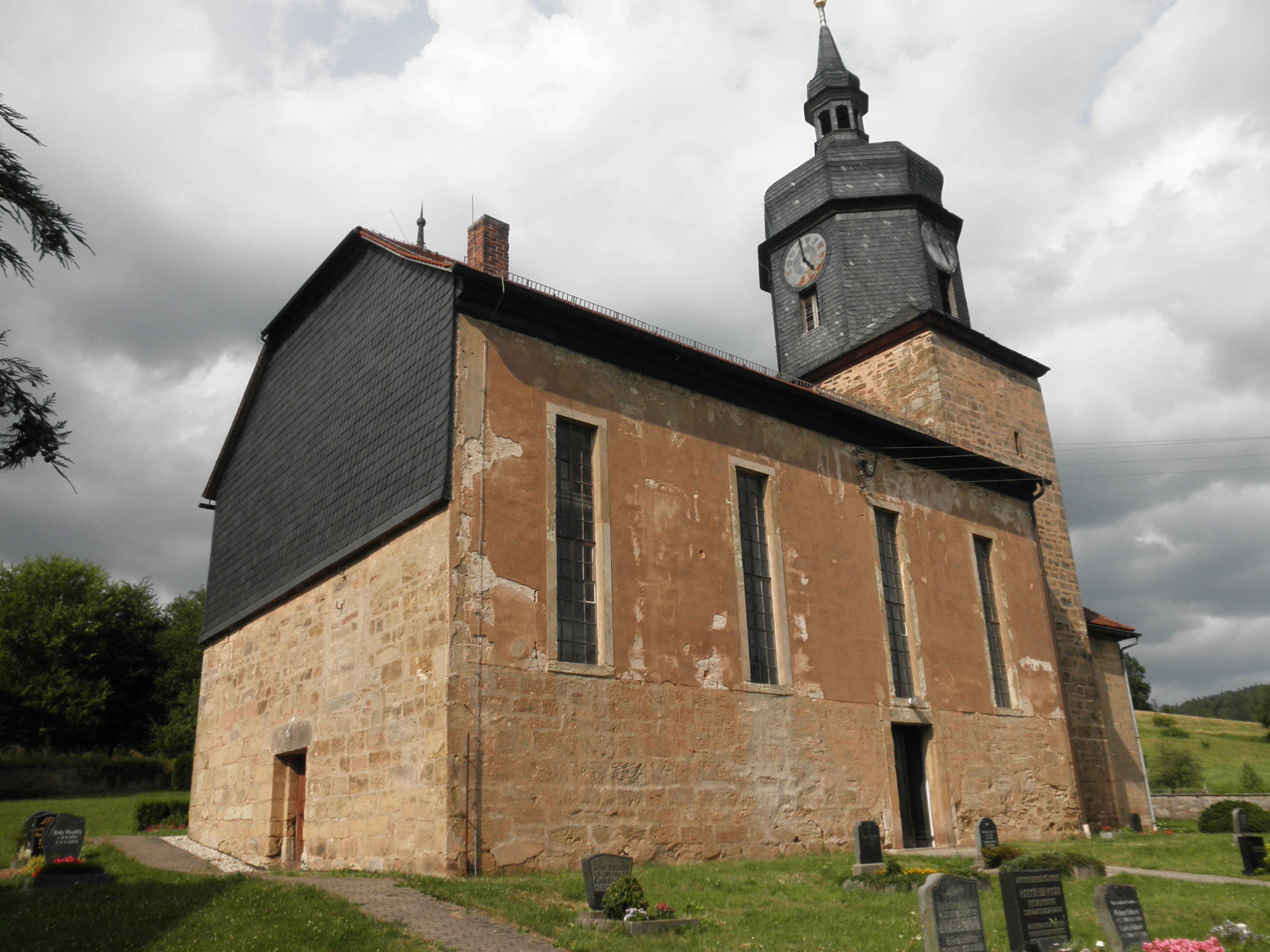
Kirche St. Nicolai in Lippersdorf

Die evangelische Sankt-Nicolai-Kirche Lippersdorf in der Gemeinde Lippersdorf-Erdmannsdorf im thüringischen Landkreis Saale-Holzland wurde im Jahr 1630 erbaut und 1718 erheblich verändert. Die Kirchengemeinde Lippersdorf-Erdmannsdorf gehört zum Pfarrbereich Ottendorf im Kirchenkreis Eisenberg der Evangelischen Kirche in Mitteldeutschland.

## Lage
Diese Kirche befindet sich nördlich der Lindenstraße am Kirchberg im nordwestlichen Ende des Dorfes.

## Geschichte
Der Ursprung der Kirche soll im 12./13. Jahrhundert liegen, als deutsche Siedler auf Rodungsland den Ort Lippersdorf gegründet haben. Die äußere Form der Kirche lässt sich auf die Jahre 1630 und 1718 zurückverfolgen. Erhalten geblieben sind romanische und gotische Details. Der Kirchturm wurde 1766/67 erbaut.

## Beschreibung
Die Emporenhalle hat einen eingezogene, querrechteckigen Chorturm und eine Sakristei anstelle der 1630 abgebrochenen Apsis im Osten. Der Turm wurde 1766/67 unter Verwendung von Spolien des mittelalterlichen Vorgängerbaus neu aufgemauert. An seiner Ostseite befindet sich ein spitzbogiges Biforium, das Fragment eines Bogenfrieses und zwei figürliche, spätgotische Konsolen. Das heutige charakteristische Erscheinungsbild der Kirche mit dem schiefergedeckten, achteckigen Turmaufsatz, der geschweiften Haube und der Laterne geht auf den Umbau von 1718 zurück. Dazu gehören auch die Sakristei sowie die regelmäßig angeordneten Fenster und Portale. Größere Reparaturen wurden in der zweiten Hälfte des 18. Jahrhunderts ausgeführt. 
Der Innenraum hat zweigeschossige Emporen im Norden und Westen. Die Südempore wurde beseitigt. An der Südseite des Triumphbogens steht die 1639 gebaute steinerne Kanzel von Georg Sonnenkalb. Sie ist volkstümlich bemalt mit Christus Salvator und den Evangelisten. Die Kanzelpforte und der Schalldeckel sind um 1718 geschnitzt und bemalt worden. In der Sakristei befindet sich die umgesetzte Rahmung eines spätgotischen Sakramentshauses mit Resten der Fassung. Außerdem gibt es zwei schlanke Heiligenfiguren aus einem Altarretabel derselben Zeit, ferner zwei kleine, 1934 zu Engeln umgestaltete Heilige und ein Schmerzensmann vom Anfang des 16. Jahrhunderts.

## Die künstlerische Gestaltung und Ausstattung der Kirche
Der spätgotische Flügelaltar aus dem Jahr 1500 zeigt eine Pietà. Daneben stehen der Apostel Johannes, Maria Magdalena und Maria Kleophae. Auf den Seitenflügeln sind weitere Heilige dargestellt. Bei der Restaurierung 1934 wurde die Predella ergänzt. 
An der Südseite des Triumphbogens steht die 1639 gebaute steinerne Kanzel von Georg Sonnenkalb. Sie ist volkstümlich bemalt mit Christus Salvator und den Evangelisten. Die Kanzelpforte und der Schalldeckel sind um 1718 geschnitzt und bemalt worden. In der Sakristei befindet sich die umgesetzte Rahmung eines spätgotischen Sakramentshauses mit Resten der Fassung. Außerdem gibt es zwei schlanke Heiligenfiguren aus einem Altarretabel derselben Zeit, ferner zwei kleine, 1934 zu Engeln umgestaltete Heilige und ein Schmerzensmann vom Anfang des 16. Jahrhunderts.
Der Altarschrein neben der Kanzel wurde mit hoher Wahrscheinlichkeit um 1510 vom Bildschnitzer Johann Linde und/oder von dessen Werkstatt in Jena gefertigt. Auf dem Schrein sind dargestellt: die hl. Margareta von Antiochia, der hl. Nikolaus als Kirchenpatron, eine Mondsichelmadonna, der hl. Valentin und die hl. Katharina.
Der Maler Johann Conrad Schöning aus Ronneburg malte 1718/1719 die Kassettendecke der Kirche aus. Deren 55 Feldern gestaltete er in verschiedenen Rottönen auf blauen Untergrund mit biblischen Szenen und Personen. Die Spruchbänder mit neutestamentlichen Zitaten, die von ihnen gehalten werden bzw. die ihnen beigegeben sind, erschließen als ein umfassendes Glaubensbekenntnis dem Betrachter die Heilsgeschichte. Im Langhaus sind auf 40 Feldern alttestamentliche Szenen dargestellt. Die 15 Bilder der Decke des Chores zeigen die zwölf Apostel und die drei Personen der Dreifaltigkeit.
Der Sakramentenschrein ist im Stil der Zeit des Übergangs vom Spätrenaissance zum Barock gehalten.
Zwei Glasmalereifenster schmücken die Sakristeifenster im Chorturm:
- Gestiftet  zur Ehre Gottes 1907, geschaffen von der Glaswerkstatt Wilhelm Franke Naumburg, Nachfolger Domglas Naumburg
- In beiden Fenstern sind die Sakramente von Taufe und Abendmahl verewigt.

## Orgel
Im Prospekt von Johann Wilhelm Rockstroh ist die Orgel von Christian Ernst Friederici aus dem 1738 eingebaut. Sie hat 11 Register, verteilt auf ein Manual und ein Pedal. Die Orgel wurde 1893 von Ernst Poppe & Sohn umgebaut.

## Die Restaurierung seit 1996
Seit der Wiedervereinigung erfolgte 1996 die Dachsanierung, 2001 die Trockenlegung, 2002 wurde das Gotteshaus neu verputzt und innen renoviert. Ein Wassereinbruch beschädigte einige der Bildtafeln der Decke erheblich. Seit 2010 werden sie restauriert.

## Innenaufnahmen 2013

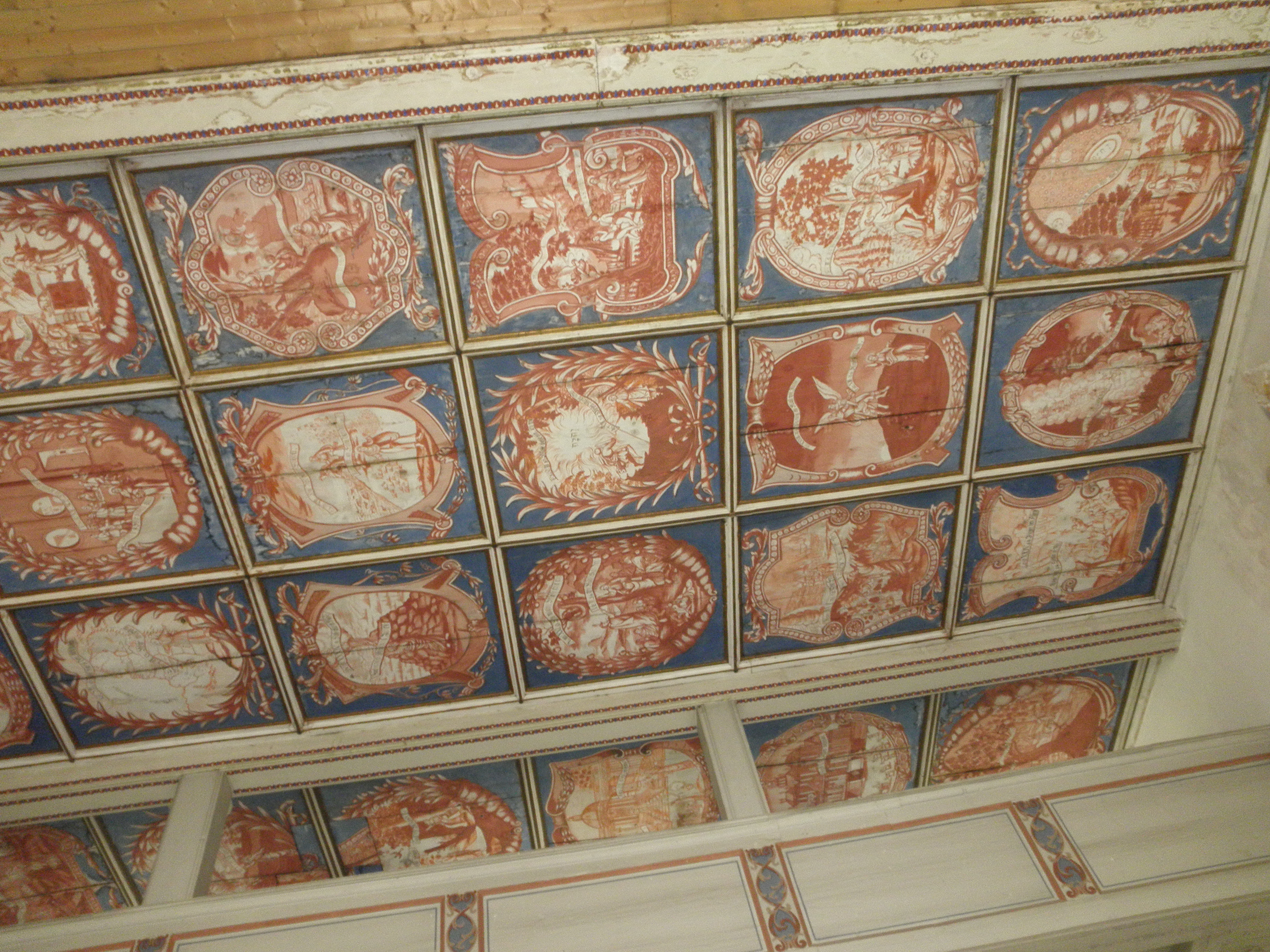
Decke der Kirche
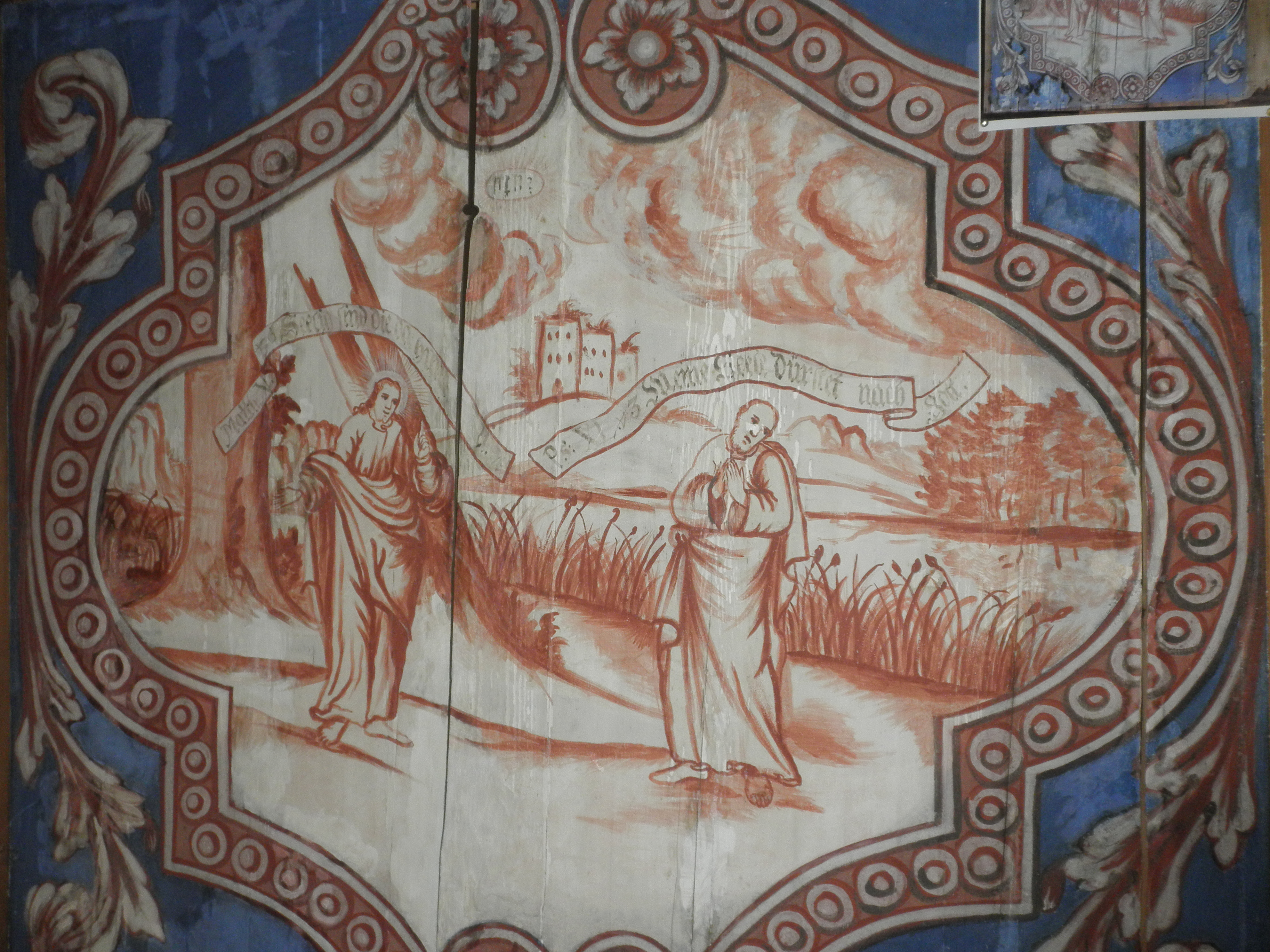
Eine Tafel von der Kirchendecke
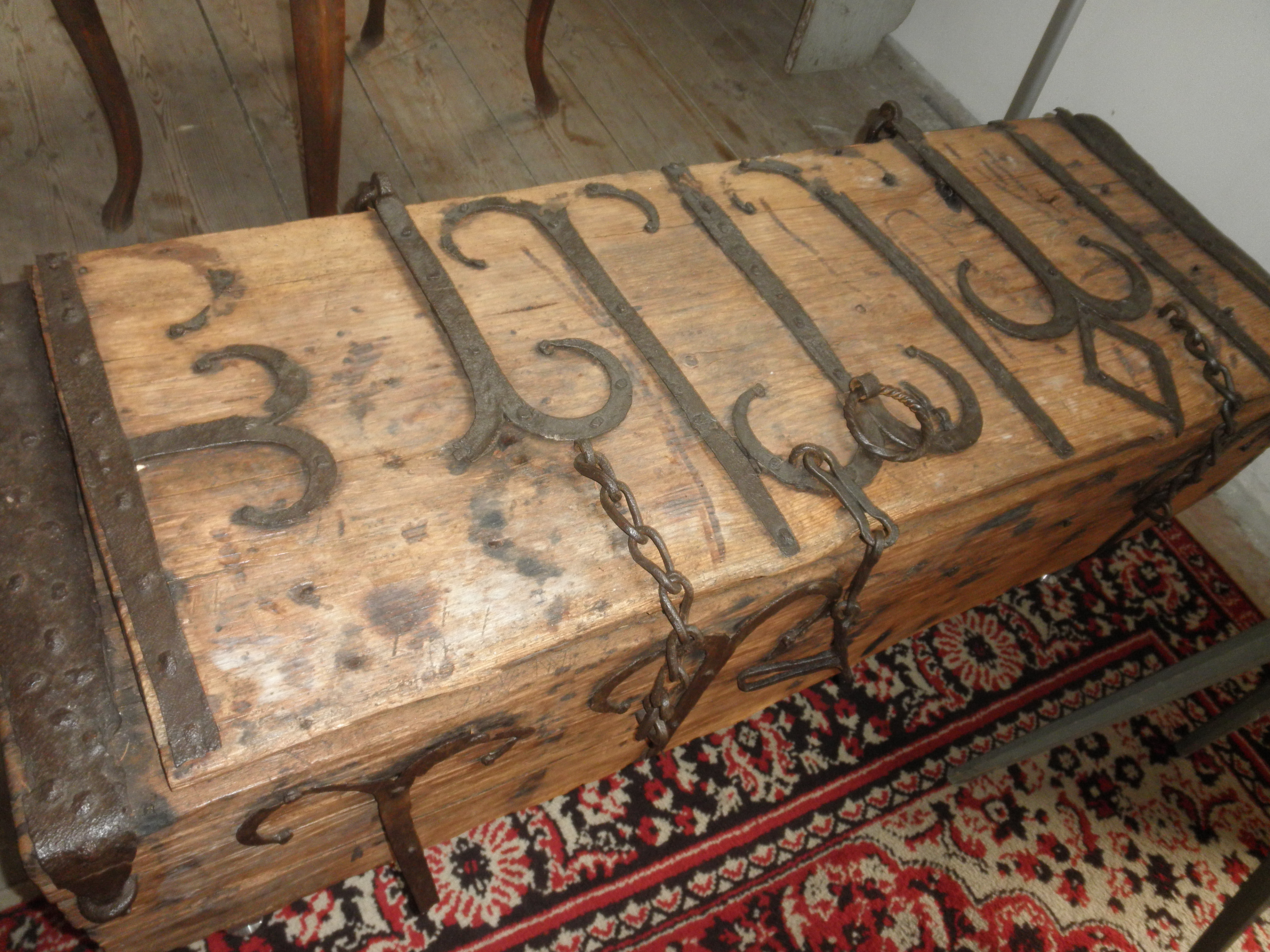
Truhe in der Kirche (Holz aus 14. Jahrhundert)
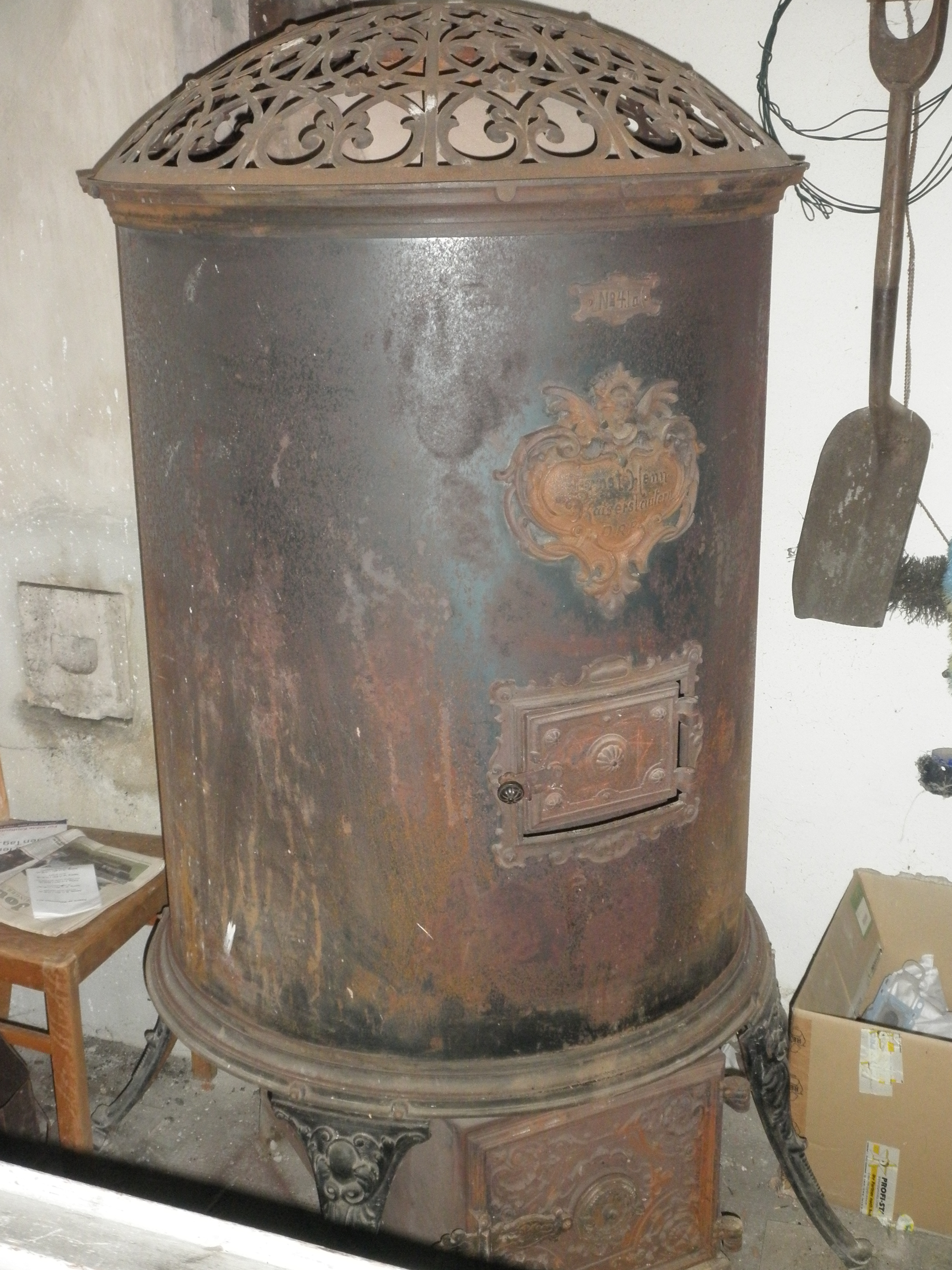
Alter Ofen in der Kirche